# Ropczyce (gemeente)
De gemeente Ropczyce is een stad- en landgemeente in het Poolse woiwodschap Subkarpaten, in powiat Ropczycko-sędziszowski.
De zetel van de gemeente is in Ropczyce.
Op 30 juni 2004 telde de gemeente 25 965 inwoners.

## Oppervlakte gegevens
In 2002 bedroeg de totale oppervlakte van gemeente Ropczyce 138,99 km², waarvan:
- agrarisch gebied: 73%
- bossen: 16%

De gemeente beslaat 25,32% van de totale oppervlakte van de powiat.

## Demografie
Stand op 30 juni 2004:
| Omschrijving                   | Totaal | Totaal | Vrouwen | Vrouwen | Mannen | Mannen |
| ------------------------------ | ------ | ------ | ------- | ------- | ------ | ------ |
| eenheid                        | aantal | %      | aantal  | %       | aantal | %      |
| inwoners                       | 25 965 | 100    | 13 062  | 50,3    | 12 903 | 49,7   |
| bevolkingsdichtheid (inw./km²) | 186,8  | 186,8  | 94      | 94      | 92,8   | 92,8   |

In 2002 bedroeg het gemiddelde inkomen per inwoner 1211,46 zł.

## Administratieve plaatsen (sołectwo)
Brzezówka, Gnojnica (sołectwa: Gnojnica Dolna en Gnojnica Wola), Lubzina, Łączki Kucharskie, Mała, Niedźwiada, Okonin.

## Aangrenzende gemeenten
Dębica, Ostrów, Sędziszów Małopolski, Wielopole Skrzyńskie